# Klooster Knechtsteden
Het klooster Knechtsteden is een voormalige premonstratenzer abdij uit de vroege 12e eeuw. Sinds 1896 is het klooster in het bezit van de Congregatie van de Heilige Geest. Het klooster ligt in een recreatie- en natuurgebied ten westen van Dormagen in de buurt van het Stadtteil Delhoven.
Naast de kerk en het poortgebouw bestaat het complex uit het katholieke Norbert-gymnasium en een gastenverblijf.

## Geschiedenis

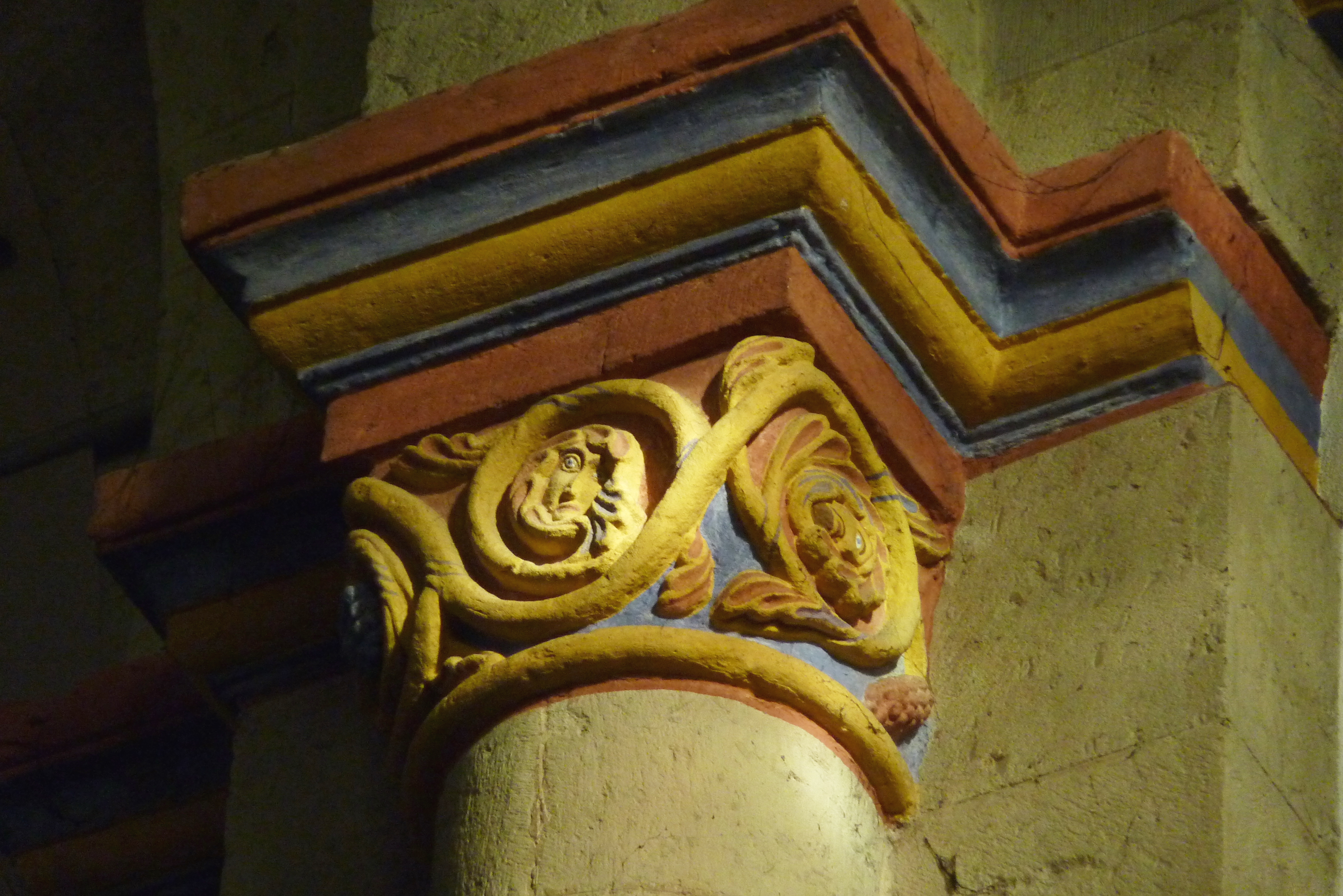
Romaans kapiteel

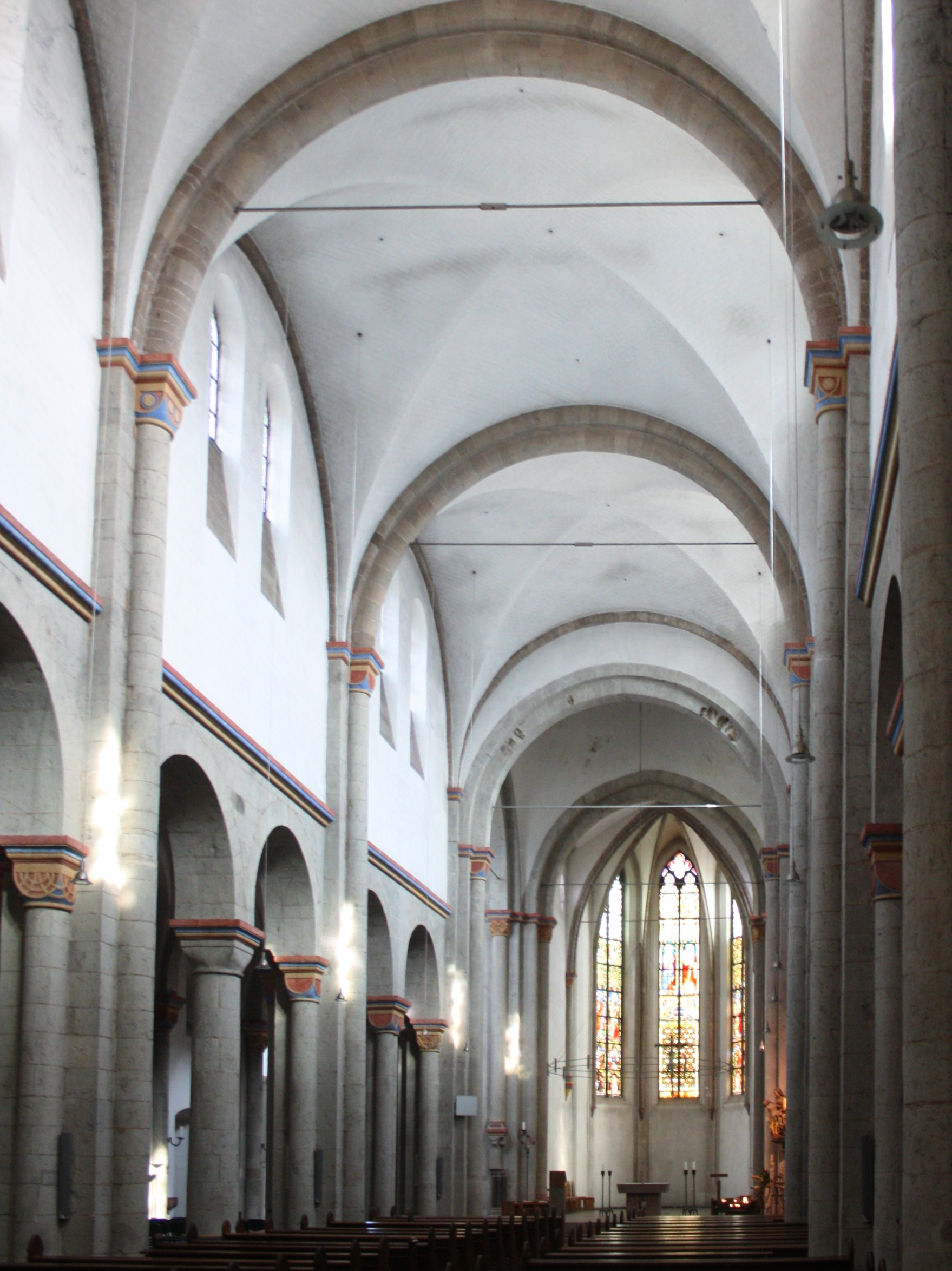
Interieur van de Maria Magdalena en Andreaskerk

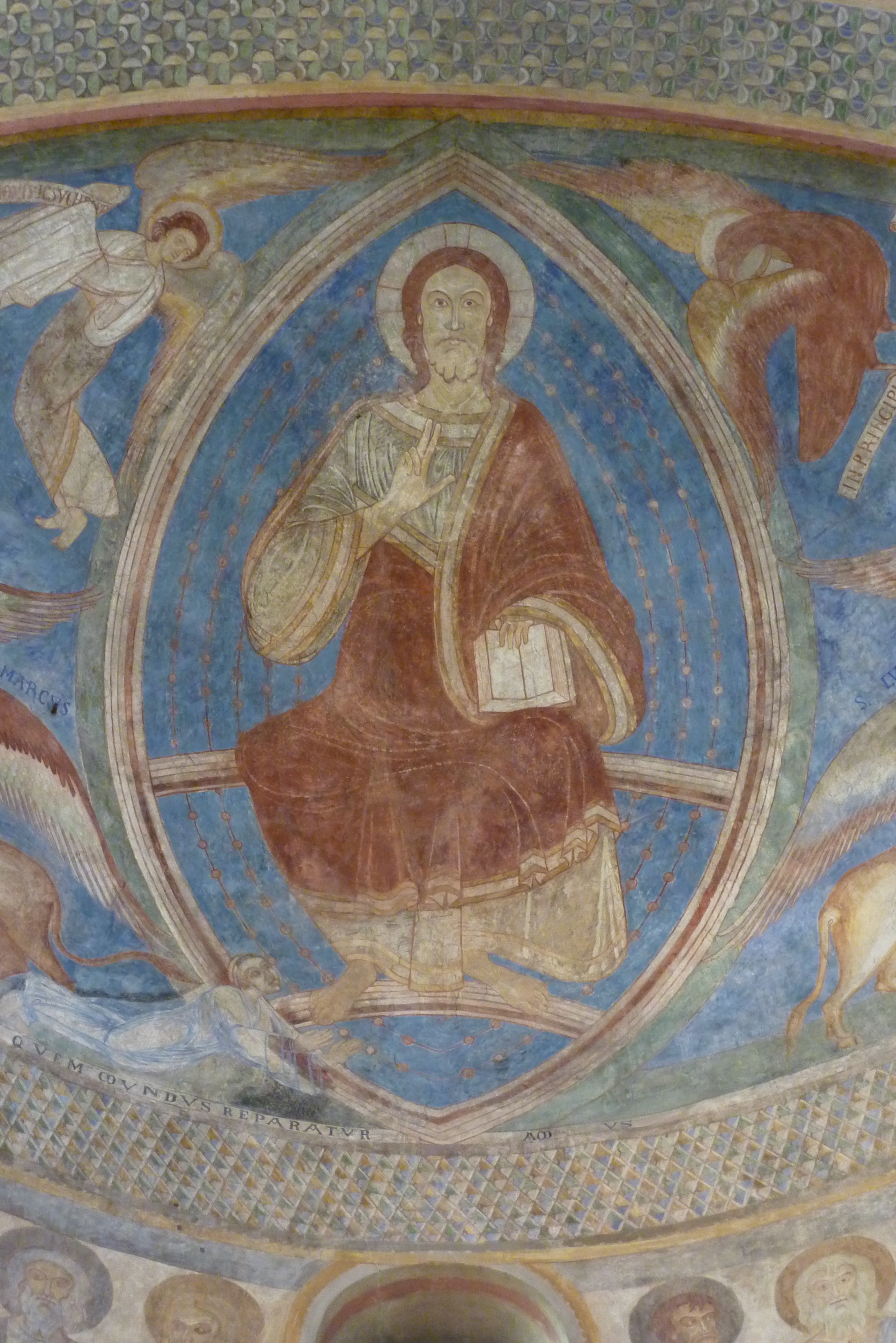
Fresco in de apsis

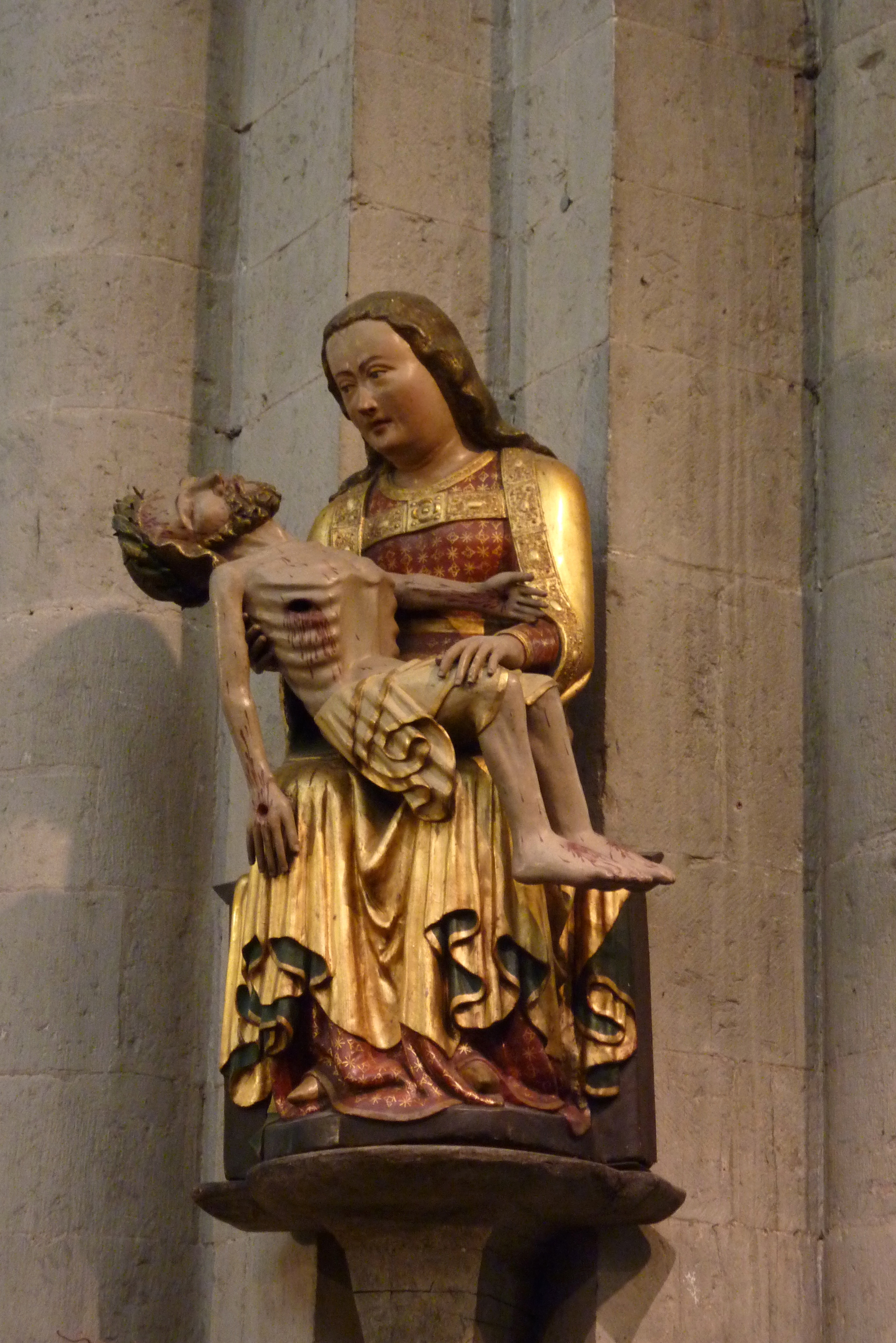
14e-eeuws piëta

Op initiatief van de Keulse aartsbisschop Frederik I stichtte Hugo van Sponheim in 1130 het vroonhof Knechtsteden. Enkele jaren later werd er naast het vroonhof begonnen met de bouw van een stift. De basiliek werd in twee bouwfases tussen 1138 en 1181 in romaanse stijl gebouwd. De tweede fase werd voor een belangrijk deel mogelijk door financiële steun van Albert van Aken, proost van de Mariadom en decaan van de Keulse dom. Hij wordt op een fresco in het koor in premonstratenzer habijt uitgebeeld en werd in 1164 achter het altaar bijgezet. Zijn graf werd in 1962 herontdekt.
De stiftsgebouwen en de basiliek werden tijdens oorlogen herhaaldelijk verwoest, zoals in 1288 gedurende de Slag bij Woeringen. De oostelijke apsis werd na een conflict met het keurvorstendom Keulen zo zwaar beschadigd, dat abt Ludger in 1477 het door gotische nieuwbouw moest laten vervangen. Het ging het klooster in de 18e eeuw financieel zo voor de wind, dat in deze tijd de meeste gebouwen werden vervangen door barokke nieuwbouw. Hieronder bevindt zich het poortgebouw uit 1723.
In 1795 bezetten de troepen van Napoleon het gebied links van de Rijn, dat onder Frans bestuur werd geplaatst. De monniken vluchtten uit hun klooster en bewoners uit de omliggende plaatsen plunderden vervolgens de gebouwen. Zoals alle kloosters viel ook het klooster Knechtsteden in het kader van de secularisatie ten prooi aan opheffing. Nadien wisselden de gebouwen meerdere malen van eigendom. Ten slotte verwierf het Keulse Armenbestuur het gehele complex, om er een verpleeghuis voor zenuwzieken onder te brengen. Een enorme brand verwoestte echter in 1869 het complex. Met hulp van de Keulse aartsbisschop Krementz en toestemming van de Pruisische regering werd de ruïne in 1895 verworven voor de Congregatie van de Heilige Geest. Tot 1908 werden de basiliek en andere gebouwen van het klooster hersteld en herbouwd. In 1896 richtte pater Amandus Acker hier een missieschool op, gevolgd door een noviciaat in 1898 en een priesterseminarie in 1905.

## Architectuur en kunsttoepassingen
De aan Maria Magdalena en de apostel Andreas gewijd abdijkerk betreft een drieschepige basiliek met zuilen en pijlers volgens het voor het Rijnland kenmerkende alternerend stelsel. In het oosten bevindt zich een dwarsschip met een achtzijdige vieringtoren.
De kerk bezit twee koren: een oostelijk koor, dat was voorbehouden aan de monniken, en een westelijk koor, dat diende voor de parochiekerk. Het oostelijke koor werd in de gotische periode vernieuwd en bezit hoge spitsboogramen. Het westelijke koor bleef in originele staat en dateert uit 1150-1160. De eveneens uit deze periode daterende muurfresco's maken de kerk in kunsthistorisch opzicht erg waardevol. In het gewelf van de apsis bevindt zich Christus in een mandorla als pantocrator, een fresco uit het midden van de 12e eeuw. Rond Christus bevinden zich de vier symbolen van de evangelisten en dan links Paulus als leraar der volkeren en rechts Petrus als hoofd van de apostelen. In het zich daaronder bevindende deel staan de overige tien apostelen. Dit fresco werd in de jaren 1951-1952 gerestaureerd. In het onderste deel werd een voorhang geschilderd.
De romaanse kapitelen van de kerk uit circa 1150 genieten grote bekendheid. De strenge en eenvoudige kapitelen stammen uit de ottoonse en salische vormencultuur en hebben tegenwoordig weer de oorspronkelijke kleuren. De uit dezelfde periode daterende koorhekken worden gezien als een hoogtepunt van romaanse beeldhouwkunst in het Maas-Rijngebied. Ze bevinden zich thans in het LVR-LandesMuseum Bonn.
In de loop der jaren kreeg de kerk een volledig nieuwe inrichting. De ramen van de kerk werden in 1889-1910 door de Keulse glazeniers Schneiders & Schmolz vervaardigd. Oorspronkelijk bezat de kerk een kleurrijke romaanse decoratie. Deze kleuren werden echter begin 20e eeuw vervangen door een decoratie in grijze tinten. Ter gelegenheid van het 800-jarige jubileum werden de kleuren op basis van oude verfsporen opnieuw aangebracht.

## Klokken
Sinds 1931 bezit de basiliek een vijfstemmig gelui, dat door de firma Otto in Hemelingen bij Bremen werd gegoten. De slagtonen zijn b0, des1, es1, f1 en ges1.
In de Tweede Wereldoorlog zouden de klokken worden omgesmolten. De grootste klok mocht in de toren blijven, omdat ze niet door het gat paste. Na het oorlogseinde werden de klokken van Knechtsteden onbeschadigd teruggevonden. De klokken keerden terug naar de toren en roepen sindsdien de gelovigen weer op deel te nemen aan de eredienst.